# Liste der Monuments historiques in Saint-Parres-aux-Tertres
Die Liste der Monuments historiques in Saint-Parres-aux-Tertres führt die Monuments historiques in der französischen Gemeinde Saint-Parres-aux-Tertres auf.

## Liste der Immobilien
| Bezeichnung             | Beschreibung                                | Standort                  | Kennzeichnung | Schutzstatus | Datum | Bild           |
| ----------------------- | ------------------------------------------- | ------------------------- | ------------- | ------------ | ----- | -------------- |
| Kirche St-Parres        | Anfang des 16. Jahrhunderts erbaut          | Rue Edme Benizot (Lage)   | PA00078229    | Classé       | 1942  | weitere Bilder |
| Château de Saint-Parres | aus der zweiten Hälfte des 18. Jahrhunderts | nördlich des Ortes (Lage) | PA00078228    | Classé       | 1979  |                |

## Liste der Objekte
| Bezeichnung                               | Beschreibung                                                                         | Standort                                   | Kennzeichnung | Schutzstatus | Datum | Bild |
| ----------------------------------------- | ------------------------------------------------------------------------------------ | ------------------------------------------ | ------------- | ------------ | ----- | ---- |
| Sarkophag (1)                             | Kalkstein, 3. Jahrhundert; zugehörig PM10003510                                      | im Museum Nécropole paléochrétienne (Lage) | PM10003514    | Inscrit      | 1995  |      |
| Sarkophagdeckel (1)                       | Kalkstein, 3. Jahrhundert                                                            | im Museum Nécropole paléochrétienne (Lage) | PM10003510    | Inscrit      | 1995  |      |
| Sarkophag (2)                             | Kalkstein, 3. Jahrhundert; zugehörig PM10003524                                      | im Museum Nécropole paléochrétienne (Lage) | PM10003523    | Inscrit      | 1995  |      |
| Sarkophagdeckel (2)                       | Kalkstein, 3. Jahrhundert                                                            | im Museum Nécropole paléochrétienne (Lage) | PM10003524    | Inscrit      | 1995  |      |
| Grabstein für Lerouge Varlet              | Marmor, bezeichnet 1626; aus dem Kloster Montier-la-Celle in Saint-André-les-Vergers | in der Kirche St-Parres (Lage)             | PM10002053    | Classé       | 1913  |      |
| Skulptur Heiliger Nikolaus                | Kalkstein, farbig gefasst, 16. Jahrhundert                                           | in der Kirche St-Parres (Lage)             | PM10002054    | Classé       | 1913  |      |
| Skulpturengruppe Unterweisung Mariens (1) | Kalkstein, farbig gefasst, 17. Jahrhundert                                           | in der Kirche St-Parres (Lage)             | PM10002056    | Classé       | 1943  |      |
| Sarkophag (3)                             | Kalkstein, Mitte des 3. Jahrhunderts; zugehörig PM10003512                           | im Museum Nécropole paléochrétienne (Lage) | PM10003521    | Inscrit      | 1995  |      |
| Sarkophagdeckel (3)                       | Kalkstein, 3. Jahrhundert                                                            | im Museum Nécropole paléochrétienne (Lage) | PM10003512    | Inscrit      | 1995  |      |
| Sarkophag (4)                             | Kalkstein, 3. Jahrhundert; zugehörig PM10003517                                      | im Museum Nécropole paléochrétienne (Lage) | PM10003516    | Inscrit      | 1995  |      |
| Sarkophagdeckel (4)                       | Kalkstein, 3. Jahrhundert                                                            | im Museum Nécropole paléochrétienne (Lage) | PM10003517    | Inscrit      | 1995  |      |
| Reliquienschrein des heiligen Patroklus   | Eichenholz, farbig gefasst und vergoldet, 16. Jahrhundert                            | in der Kirche St-Parres (Lage)             | PM10002051    | Classé       | 1908  |      |
| Kirchenfenster                            | aus dem 16. Jahrhundert                                                              | in der Kirche St-Parres (Lage)             | PM10002048    | Classé       | 1942  |      |
| Skulpturengruppe Unterweisung Mariens (2) | Kalkstein, farbig gefasst, 16. Jahrhundert; Verbleib unbekannt                       | in der Kirche St-Parres (Lage)             | PM10002049    | Classé       | 1908  |      |
| Skulptur Heiliger Patroklus (1)           | Eichenholz, farbig gefasst und vergoldet, 16. Jahrhundert                            | in der Kirche St-Parres (Lage)             | PM10002066    | Classé       | 1962  |      |
| Sarkophag (5)                             | Kalkstein, 3. Jahrhundert; zugehörig PM10003508                                      | im Museum Nécropole paléochrétienne (Lage) | PM10003527    | Inscrit      | 1995  |      |
| Sarkophagdeckel (5)                       | Kalkstein, 3. Jahrhundert                                                            | im Museum Nécropole paléochrétienne (Lage) | PM10003508    | Inscrit      | 1995  |      |
| Sarkophag (6)                             | Kalkstein, 3. Jahrhundert; zugehörig PM10003509                                      | im Museum Nécropole paléochrétienne (Lage) | PM10003518    | Inscrit      | 1995  |      |
| Sarkophagdeckel (6)                       | Kalkstein, 3. Jahrhundert                                                            | im Museum Nécropole paléochrétienne (Lage) | PM10003509    | Inscrit      | 1995  |      |
| Sarkophag (7)                             | Kalkstein, 3. Jahrhundert; zugehörig PM10003522                                      | im Museum Nécropole paléochrétienne (Lage) | PM10003515    | Inscrit      | 1995  |      |
| Sarkophagdeckel (7)                       | Kalkstein, 3. Jahrhundert                                                            | im Museum Nécropole paléochrétienne (Lage) | PM10003522    | Inscrit      | 1995  |      |
| Sarkophag (8)                             | Kalkstein, 3. Jahrhundert; zugehörig PM10003511                                      | in der Kirche St-Parres (Lage)             | PM10003519    | Inscrit      | 1995  |      |
| Sarkophagdeckel (8)                       | Kalkstein, 3. Jahrhundert                                                            | in der Kirche St-Parres (Lage)             | PM10003511    | Inscrit      | 1995  |      |
| Sarkophag (9)                             | Kalkstein, 3. Jahrhundert; zugehörig PM10003526                                      | im Museum Nécropole paléochrétienne (Lage) | PM10003513    | Inscrit      | 1995  |      |
| Sarkophagdeckel (9)                       | Kalkstein, 3. Jahrhundert                                                            | im Museum Nécropole paléochrétienne (Lage) | PM10003526    | Inscrit      | 1995  |      |
| Reliquienschrein                          | Eichenholz, farbig gefasst und vergoldet, 16. Jahrhundert                            | in der Kirche St-Parres (Lage)             | PM10002052    | Classé       | 1908  |      |
| Kruzifix (1)                              | Eichenholz, 17. Jahrhundert                                                          | in der Kirche St-Parres (Lage)             | PM10002057    | Classé       | 1943  |      |
| Relief Kreuzigung                         | Stein, 16. Jahrhundert; im Kathedralschatz in Troyes deponiert                       | in der Kirche St-Parres (Lage)             | PM10002059    | Classé       | 1956  |      |
| Skulptur Madonna mit Kind (1)             | Eichenholz, 18. Jahrhundert                                                          | in der Kirche St-Parres (Lage)             | PM10002068    | Classé       | 1962  |      |
| Skulptur Heiliger Patroklus (2)           | Kalkstein, farbig gefasst, 16. Jahrhundert                                           | in der Kirche St-Parres (Lage)             | PM10002050    | Classé       | 1908  |      |
| Gemälde Mariä Verkündigung                | Ölfarbe auf Leinwand, 18. Jahrhundert                                                | in der Kirche St-Parres (Lage)             | PM10002055    | Classé       | 1939  |      |
| Sarkophag (10)                            | Kalkstein, 3. Jahrhundert; zugehörig PM10003525                                      | in der Kirche St-Parres (Lage)             | PM10003520    | Inscrit      | 1995  |      |
| Sarkophagdeckel (10)                      | Kalkstein, 3. Jahrhundert                                                            | in der Kirche St-Parres (Lage)             | PM10003525    | Inscrit      | 1995  |      |
| Kruzifix (2)                              | Eichenholz, 18. Jahrhundert                                                          | in der Kirche St-Parres (Lage)             | PM10002069    | Classé       | 1962  |      |
| Schädelreliquiar des heiligen Patroklus   | Eichenholz, farbig gefasst, 16. Jahrhundert                                          | in der Kirche St-Parres (Lage)             | PM10002064    | Classé       | 1962  |      |
| Skulptur Heiliger Fiacrius                | Kalkstein, farbig gefasst, 17. Jahrhundert                                           | in der Kirche St-Parres (Lage)             | PM10002067    | Classé       | 1962  |      |
| Skulptur Madonna mit Kind (2)             | Kalkstein, farbig gefasst und vergoldet, 16. Jahrhundert                             | in der Kirche St-Parres (Lage)             | PM10002047    | Classé       | 1894  |      |
| Skulptur Heilige Maura von Troyes         | Kalkstein, um 1600                                                                   | in der Kirche St-Parres (Lage)             | PM10002063    | Classé       | 1962  |      |
| Skulptur Heilige Radegunde                | Eichenholz, 16. oder 17. Jahrhundert                                                 | in der Kirche St-Parres (Lage)             | PM10002065    | Classé       | 1962  |      |
| Skulptur Heiliger Sabinianus              | Eichenholz, 16. oder 17. Jahrhundert                                                 | in der Kirche St-Parres (Lage)             | PM10002058    | Classé       | 1956  |      |
| Skulptur Heiliger Augustinus              | Eichenholz, farbig gefasst, 16. Jahrhundert                                          | in der Kirche St-Parres (Lage)             | PM10002062    | Classé       | 1962  |      |
| Skulptur Heiliger Memmius                 | Eichenholz, farbig gefasst, 16. Jahrhundert                                          | in der Kirche St-Parres (Lage)             | PM10002061    | Classé       | 1962  |      |
| Skulptur Madonna mit Kind (3)             | Eichenholz, 16. Jahrhundert                                                          | in der Kirche St-Parres (Lage)             | PM10002060    | Classé       | 1962  |      |